# Instytut im. Oskara Kolberga
Instytut im. Oskara Kolberga – polska placówka naukowo-badawcza zlokalizowana przy ul. Kantaka 4, w centrum Poznania.

## Historia
Instytut powstał w 1997 jako samodzielna placówka naukowo-badawcza, która rozpoczęła oficjalnie działalność z początkiem 1998 roku. Powołany jest do ochrony narodowego dziedzictwa kulturowego w postaci edycji Dzieł Wszystkich Oskara Kolberga. Opracowuje i publikuje przede wszystkim spuściznę rękopiśmienną Kolberga. Do 2012 opublikowano 82 tomy źródłowe Dzieł Wszystkich o łącznej objętości 37 454 stron druku. 18 tomów wznowiono. Oprócz tego publikowane są inne prace, zbliżone tematycznie.
Instytut kontynuuje prace działającej początkowo we Wrocławiu, a potem w Poznaniu, Redakcji Dzieł Wszystkich Oskara Kolberga, powołanej do życia w 1962. Redakcja funkcjonowała do 1997 jako placówka Polskiego Towarzystwa Ludoznawczego. Początki projektu sięgają jednak roku 1958, kiedy to w Pracowni Kolbergowskiej PTL we Wrocławiu podjęto prace przygotowawcze do publikacji materiałów kolbergowskich (kierował tym prof. Józef Gajek). W 1960, decyzją Rady Państwa, postanowiono opublikować całą spuściznę Kolberga w postaci Dzieł Wszystkich, jako jedną z form pomnika Tysiąclecia Państwa Polskiego. Opiekę naukową i finansową powierzono wtedy PAN.

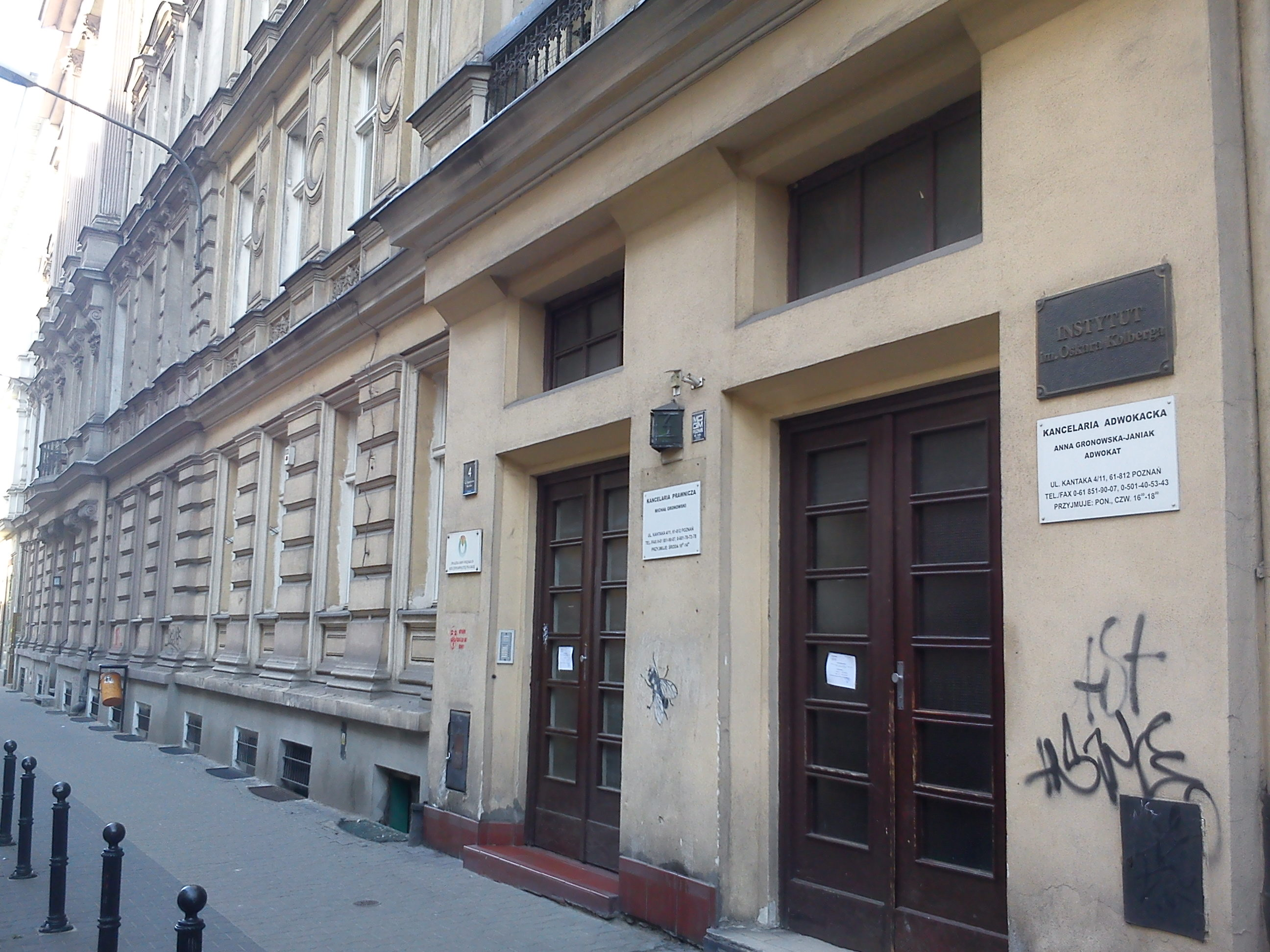
Siedziba przy ul. Kantaka 4 w Poznaniu

## Ludzie
- Józef Burszta – kierował przedsięwzięciem w latach 1962–1987
- Julian Krzyżanowski – kierował Radą Naukową
- Gerard Labuda – kierował Radą Naukową
- Jan Pałka – długoletni dyrektor
- Aleksander Posern-Zieliński – kierował Radą Naukową

## Osiągnięcia
Efektem działania instytutu jest rozpoznanie całego dorobku pisarskiego Oskara Kolberga, wypracowanie specyficznego warsztatu edytorskiego i ostatecznie wydane dotąd tomy.
Oprócz tego instytut włącza się w inne inicjatywy na rzecz zachowania tradycyjnych wartości kulturowych, zgodnie z zaleceniami Konwencji w sprawie ochrony światowego dziedzictwa kulturowego i naturalnego (np. dygitalizacja nagrań polskiego folkloru muzycznego z lat 1945–1992).